# Шамшин, Павел Иванович
Павел Иванович Шамшин (1830—1914) — российский государственный деятель, сенатор, действительный тайный советник (1900).

## Биография
Родился в семье действительного тайного советника и члена Совета Государственного контроля И. Ф. Шамшина. В 1846 году был переведён из 1-й Санкт-Петербургской гимназии в Императорский Александровский лицей, который окончил с серебряной медалью в 1850 году.
В 1856 году произведён в коллежские советники, экспедитор Канцелярии Государственного контроля. Уже 30 декабря 1860 года был произведён в действительные статские советники. С 1863 года директор Особенной канцелярии Министерства финансов по кредитной части и член Комитета для пересмотра системы податей и сборов. В 1867 году был произведён в тайные советники. С 1874 года товарищ министра финансов М. Х. Рейтерна.
С 1879 по 1914 годы сенатор присутствующий и первоприсутствующий в Общем собрании Правительствующего сената. В 1900 году произведён в действительные тайные советники. Был награждён всеми российскими орденами вплоть до ордена Александра Невского пожалованного ему 1 января 1895 года и черногорский орден князя Даниила I.
В Елецком уезде Орловской губернии владел конным заводом.